# Jovan Ćulibrk
Jovan (svjetovno Neven Ćulibrk; Zenica, 16. travnja 1965.) je slavonski episkop Srpske Pravoslavne Crkve.

## Životopis
Rođen je 1965. godine u Zenici. Studirao je književnost u Banjoj Luci, a 1991. godine na Filozofskom fakultetu u Zagrebu je diplomirao južnoslavenske jezike i književnost. Teologiju je učio u Beogradu, diplomirao je na Duhovnoj akademiji u Srbinju. Zamonašio se 1993. godine u Cetinjskom manastiru, od kada predaje slavenski i srpski jezik i književnost u Bogosloviji Svetog Petra Cetinjskog.
Raniji protosinđel Jovan je i urednik u časopisu „Svetigora“ i Radiju Svetigore, a bio je angažiran i kao urednik za liturgičku književnost u projektu srpske kulture na internet-portalu „Rastko“. Za rad „Crno sunce i oko njega krug“ dobio je 1991. nagradu Matice srpske, a 2004. u Jeruzalemu je dobio nagradu „Golda Meir“.
Tijekom osamdesetih godina 20. stoljeća pratio je alternativne umjetničke pokrete na liniji Skopje—Niš—Zagreb—Ljubljana i svakako je jedan od najzanimljivijih tumača srpske nacionalne i globalne pop kulture. Zanimljivo je da je protosinđel Jovan osmislio i vodio glazbeni projekt, čiji je epilog svojevrsna zbirka pjesama na stihove vladike Nikolaja u rock aranžmanu — „Pjesme iznad Istoka i Zapada“.
U Pećkoj patrijarhiji boravio je od lipnja 1999., poslije izlaska Vojske Jugoslavije sa Kosova i Metohije, i starao se o prijestolnici Srpske Crkve, ostacima naroda i metohijskim svetinjama.
Episkop lipljanski Jovan, bivši protosinđel, a sada patrijarhov vikar, često boravi u Jeruzalemu gdje predstavlja Odbor za Jasenovac. Tamo je također magistrirao na historiografiji holokausta u Jugoslaviji, a trenutačno radi na doktoratu vezanom za manje poznate aspekte antifašističke borbe u Jugoslaviji.
Jovan (Ćulibrk) izuzetno je zanimljiva, obrazovana osoba. Poznat je i kao padobranac u mantiji. Podčasnik je i rezervist 63. padobranske brigade iz Niša, a ima više od 350 skokova (2021.).

## Episkop
Za episkopa lipljanskog, patrijarhovog vikara, imenovan je na redovnom svibanjskom zasjedanju Svetog arhijerejskog sabora koje je trajalo od 16. do 27. svibnja 2011. godine. On predstavlja i zastupa patrijarha srpskog u Pećkoj patrijarhiji i pred međunarodnom zajednicom na Kosovu i Metohiji. Od 4. listopada 2011. godine episkop lipljanski se nalazi na čelu Kancelarije Odbora za Kosovo i Metohiju Svetog arhijerejskog sabora u Pećkoj patrijarhiji, a ujedno je i tajnik Odbora.
On je i dalje koordinator Odbora Srpske pravoslavne crkve za Jasenovac i predstavnik u Jeruzalemu. Sveti arhijerejski Sinod Srpske pravoslavne Crkve izabrao ga je 2014. godine za episkopa pakračko-slavonskog, a ustoličio ga je patrijarh srpski Irinej 14. rujna 2014. godine u Pakracu.

## Unutarnje poveznice
- Episkop lipljanski
- Slavonska eparhija

## Vanjske poveznice
- Biografija Jovana Ćulibrka („SPC“, 31. avgust 2011)  Arhivirana inačica izvorne stranice od 3. prosinca 2013. (Wayback Machine) (srp.)
- Protosinđel Jovan Ćulibrk: Obraćanje na konferenciji za novinare povodom osnivanja Udruženja građana "Jadovno 1941."- Banja Luka, 12. januar 2010.  Arhivirana inačica izvorne stranice od 15. studenoga 2013. (Wayback Machine) (srp.)
- Pećka patrijaršija: Imamo dokaze o golgoti („Večernje novosti“, 24. jun 2012) (srp.)